# 國民革命軍陸軍第四十三軍
国民革命军第四十三军，在历史上曾3次组建。

## 黔军组成的第1个第四十三军
1927年1月30日，湖南省主席、北伐军前敌总指挥、第八军军长唐生智派手下师长周斓在常德诱杀了北伐军左翼总指挥、黔军系统的第十二军军长袁祖铭，参谋长朱菘，师长、袁祖铭的表弟何厚光等3人；在汉口逮捕并处决了袁祖铭的手下第九军军长彭汉章。1927年4月13日，同样为黔军的国民革命军暂编第七军与第十二军、第九军残部合编组建第四十三军。

## 四川軍閥系統（1934-1938）
1934年9月，客居湖南慈利的郭汝栋的川军第二十军改番号为第四十三军。
武漢會戰時，尚未恢復戰力的四十三軍佈署在馬當要塞，作為要塞守備部隊，折損慘重；馬當要塞失守後，四十三軍作戰部隊大部分折損，由於缺乏政治奧援提撥資源，軍委會決定撤銷該軍編制，僅保留國民革命軍第26師，军长郭汝栋调为军事参议院中将参议，副军长萧毅肃调任参谋总长何应钦办公室主任。

## 前東北軍系統
民國二十七年（1938）9月，抗日戰爭第一戰區曾試圖成立四十三軍，該軍基礎為前東北軍系統的國民革命軍第106師，師長沈克同時薦任軍長職務，但是第一戰區缺乏資源擴編部隊，此四十三軍在民國二十八年（1939）1月便撤銷，106師編入國民革命軍第四十軍強化戰力，師長由西北軍系的馬法五接任，沈克調為四十軍副軍長。

## 阎锡山晋军组建的第3个第四十三军
民國二十八年（1939）7月，抗日戰爭第二戰區以麾下的國民革命軍第203旅、獨立第3旅、獨立第7旅組成四十三軍，直屬戰區司令部，該軍軍長原定由郭宗汾擔任，但是同年閻錫山發動晉西事變，郭宗汾在作戰中表現出親共產黨的態度，閻錫山對其忠誠度出現懷疑，故延遲其授命；1940年3月国民政府军事委员会批准第二战区组建第四十三军。以第三十三军军部人为基础组建军部。
- 军长郭宗汾（原第三十三军军长）
- 第203旅
- 独立第3旅
- 独立第7旅

1940年10月，郭宗汾调任第二战区司令长官部参谋长，第72师师长梁春溥任军长。该军下辖第70师和独立第7、第8旅。
1941年初，梁春溥调任第二十三军军长，第70师师长赵世铃继任军长。
- 第70师：陈庆华/石作衡
- 暂编第46师：独立第7旅改称。师长周建祉
- 暂编第47师：独立第8旅改称。师长孙瑞琨

1941年5月上旬，该军参加中条山战役，第70师师长石作衡率部在丁家洼突围作战中阵亡。军长赵世铃因作战不力被撤职查办。
1943年，刘效曾任军长，王恩灏任副军长，暂编第46师、暂编第47师改隶第二十三军。
- 第70师，郑继周任师长；
- 暂编第39师，鲁应禄任师长；
- 暂编第43师，高雄任师长。从第三十四军转隶。

1946年上半年，军长刘效曾改任第70师师长，楚溪春继任军长，张静波任参谋长。暂编第43师被裁减，第八十三军所辖暂编第49师改隶该军。
- 第70师，陶俊贤任师长；
- 暂编第39师 刘鹏翔任师长
- 暂编第49师，赵世铃任师长。

参加了晋北战役、洪赵战役、正太路战役等。1948年初，军长楚溪春调离，刘效曾复任军长。晋中战役军部及所辖第70师、暂编第39师被人民解放军全歼。残部重建第43军。军长刘效曾，副军长贾毓芝（兼任绥署直属重迫击炮师师长）
- 第七十师，师长郑汶河，副师长杨元璐
- 第二七六师（暂三十九师），师长刘鹏翔
- 第二八三师（暂四十九师），师长王永寿，副师长李荣富，参谋长王翰

1949年4月在太原战役中第四十三军主力在双塔寺顽抗，22日向城内撤退，中途被解放军歼灭，第二七六师师长刘鹏翔阵亡，军长刘效曾被俘。